# جورج إرنست (سياسي)
جورج إرنست هو سياسي كندي، ولد في 1788، وتوفي في 25 سبتمبر 1853. انتخب عضو مجلس نواب نوفا سكوتيا.